# 아네니노이

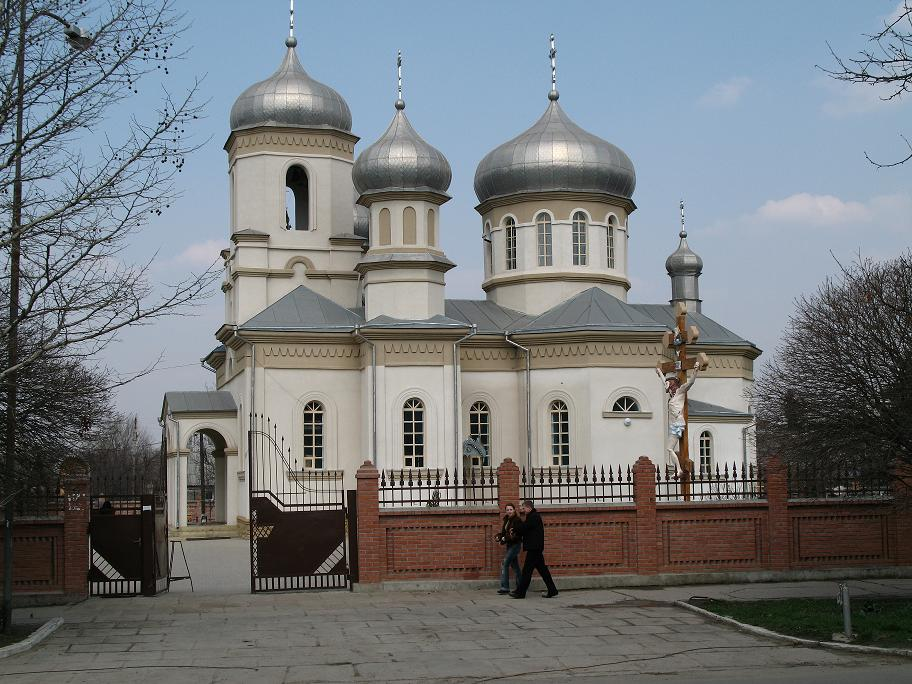

아네니노이(루마니아어: Anenii Noi)는 몰도바 중동부에 위치한 도시로 아네니노이 구의 행정 중심지이며 높이는 39m, 인구는 11,700명(2012년 기준)이다.